# Hubert Berchtold
Pour les articles homonymes, voir Berchtold.
Hubert Berchtold, né le 28 juillet 1950 à Alberschwende, est un skieur alpin autrichien.

## Coupe du monde
- Meilleur résultat au classement général : 21e en 1974
  - 1 victoire : 1 géant

### Saison par saison
- Coupe du monde 1973 :
  - Classement général : 46e
- Coupe du monde 1974 :
  - Classement général : 21e
    - 1 victoire en géant : Saalbach
- Coupe du monde 1975 :
  - Classement général : 45e

## Arlberg-Kandahar
- Meilleur résultat : 32e place dans le slalom 1971-72 à Sestrières